# Cynodon gibbus
Cynodon gibbus és una espècie de peix de la família dels cinodòntids i de l'ordre dels caraciformes.

## Morfologia
- Els mascles poden assolir 28 cm de longitud total.[5][6]

## Hàbitat
És un peix pelàgic i de clima tropical.

## Distribució geogràfica
Es troba a Sud-amèrica: conques dels rius Amazones i Orinoco, i rius de la Guaiana.